# J 발빈
호세 알바로 오소리오 발빈(José Álvaro Osorio Balvin, 1985년 4월 10일 ~ )은 J 발빈(J Balvin)이라는 이름으로 잘 알려진 콜롬비아의 가수이다.

## 출연 작품
- 트롤: 월드 투어 - 트레시조 역 (목소리)